# Aetholopus papuanus
Aetholopus papuanus là một loài bọ cánh cứng trong họ Cerambycidae.